# Liga de Delos

Imperio Ateniense hacia el 450 a. C.

La Liga de Delos (en griego, Συμμαχία της Δήλου), fundada en el 478 a. C., fue una asociación político-militar liderada por Atenas, que incluía numerosas ciudades-estado griegas, entre 150 y 330, del Ática, de las islas del mar Egeo y las costas de Asia Menor, establecida durante el siglo V a. C.  y un número de miembros que oscilaba, según las fuentes, entre 150  y 173  bajo el liderazgo de Atenas. Su sede se encontraba en la isla de Delos. Su propósito era continuar la lucha con el Imperio aqueménida tras la batalla de Salamina. Meier  describe esta batalla como el ojo de la aguja «por el que debía pasar la historia del mundo si, en lugar de los grandes imperios gobernados monárquicamente, desempeñaría un papel decisivo ese peculiar pueblo de aspecto exótico procedente de Oriente, que vivía en todo tipo de pequeños pueblos independientes, casi en todas partes sin monarcas y en muchos casos ya con una amplia participación política de amplios estratos políticos.» y la batalla de Platea, al final de la segunda invasión persa de Grecia y la victoria griega en la batalla de Platea al final de la segunda guerra médica.
El nombre moderno de la Liga deriva de su lugar de reunión oficial..En las fuentes antiguas, no existe una designación especial para la liga y sus miembros como asociación son simplemente referidos con frases del tipo "los atenienses y sus aliados"  (en griego antiguo: οἱ Ἀθηναῖοι καὶ οἱ σύμμαχοι). La isla de Delos, donde se celebraban congresos en el templo de Apolo  donde se celebraban las asambleas anuales de las ciudades de la Liga y donde se encontraba el tesoro hasta que, en un gesto simbólico, Pericles lo trasladó a Atenas en el 454 a. C., sancionando el predominio militar y político absoluto de la ciudad sobre el resto de aliados.
Poco después de su creación, Atenas comenzó a utilizar los fondos de la Liga para sus propios fines, lo que provocó conflictos entre Atenas y los miembros menos poderosos de la Liga. Hacia el 431 a. C., la amenaza que la Liga representaba para la hegemonía espartana, combinada con el control de la Liga Délica por parte de Atenas, provocó el estallido de la guerra del Peloponeso. La Liga se disolvió al concluir la guerra en el 404 a. C. 
El restablecimiento de una alianza naval ática en 379-78 a. C. muestra que las funciones protectoras asociadas se seguían valorando positivamente, especialmente en el caso de las polis aliadas más pequeñas; sin embargo, el papel de liderazgo de Atenas se redujo significativamente y correspondía a su posición general debilitada. El ascenso de Macedonia como gran potencia griega también redujo la influencia de Atenas en el mar Egeo y alentó la separación de los confederados. La derrota de Atenas y sus aliados en la Batalla de Queronea (338 a C) contra los macedonios, significó el final de la Segunda Liga ateniense.

## Historia

### Trasfondo

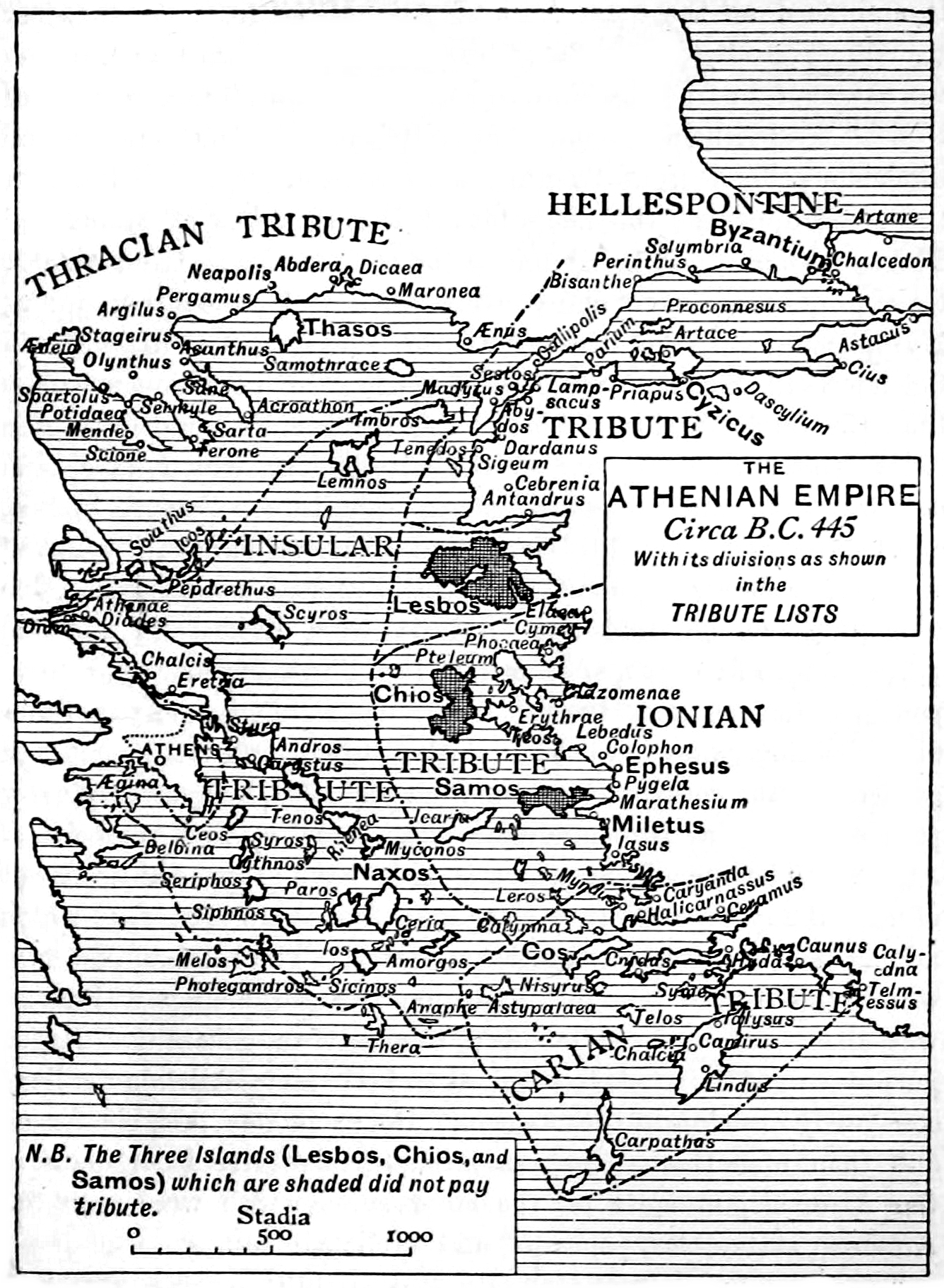
El Imperio ateniense en el 445 a. C., según las listas de tributos. Las islas de Lesbos, Quíos y Samos (sombreadas en el mapa) no pagaban tributos.

Las guerras greco-persas tienen su origen en la conquista de las ciudades griegas de Asia Menor, y en particular de Jonia, por parte del Imperio persa aqueménida de Ciro II el Grande poco después del año 550 a. C. Los persas encontraron a los jonios difíciles de gobernar, conformándose finalmente con patrocinar a un tirano en cada ciudad jónica. Aunque en el pasado los estados griegos habían sido gobernados a menudo por tiranos, esta forma de gobierno estaba en declive. Hacia el año 500 a. C., Jonia parece haber estado madura para la rebelión contra estos vasallos persas. La tensión latente estalló finalmente en una revuelta abierta debido a las acciones del tirano de Mileto, Aristágoras. Intentando salvarse tras una desastrosa expedición patrocinada por los persas en el año 499 a. C., Aristágoras optó por declarar Mileto una democracia. Esto desencadenó revoluciones similares en toda Jonia, extendiéndose a Doria y Eólida, comenzando así la Revuelta jónica.

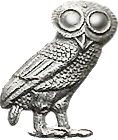
Lechuza de Atenea, patrona de Atenas.

Los estados griegos de Atenas y Eretria se dejaron llevar a este conflicto por Aristágoras, y durante su única temporada de campaña (498 a. C.) contribuyeron a la captura e incendio de la capital regional persa de Sardes. Después de esto, la revuelta jonia continuó (sin más ayuda exterior) durante otros cinco años, hasta que finalmente fue completamente aplastada por los persas. Sin embargo, en una decisión de gran trascendencia histórica, el rey persa Darío el Grande decidió que, a pesar de haber sometido la revuelta, quedaba la asignatura pendiente de imponer un castigo a Atenas y Eretria por apoyar la revuelta. La revuelta jónica había amenazado gravemente la estabilidad del imperio de Darío, y las polis de la Grecia continental seguirían amenazando esa estabilidad si no se les hacía frente. En las dos décadas siguientes , Darío comenzó a contemplar la conquista completa de Grecia, empezando por la destrucción de Atenas y Eretria. Con este propósito Darios emprendió la conquista de Tracia, Macedonia y las islas del Egeo. Después conquistó Eubea. y arrasó Eretria. La invasión terminó el año 490 a C. con la decisiva victoria ateniense en la batalla de Maratón. Poco después, Darios murió y la responsabilidad de la reanudación del conflicto recayó en su hijo Jerjes I. Diez años más tarde, Jerjes dirigió personalmente una segunda campaña militar contra Grecia con una imponente fuerza terrestre y naval.
A continuación, Jerjes dirigió personalmente una segunda invasión persa de Grecia en el año 480 a. C., llevando un enorme (aunque muchas veces exagerado) ejército y armada a Grecia. Los griegos que decidieron resistir (los "aliados") fueron derrotados en las batallas gemelas y simultáneas de las Termopilas en tierra y la de Artemisio en el mar. Habiendo caído así toda Grecia, excepto el Peloponeso, en manos de los persas, estos, buscando destruir la armada aliada de una vez por todas, sufrieron una derrota decisiva en la batalla de Salamina. Al año siguiente, 479 a. C., los aliados reunieron el mayor ejército griego visto hasta entonces y derrotaron a la fuerza de invasión persa en la batalla de Platea, poniendo fin a la invasión y a la amenaza para Grecia.
La flota aliada derrotó a los restos de la flota aqueménida en la batalla de Mícala, cerca de la isla de Samos, el mismo día que Platea, según la tradición. Esta acción marca el final de la invasión persa, y el comienzo de la siguiente fase en las guerras greco-persas, el contraataque griego. Después de Mícala, las ciudades griegas de Asia Menor volvieron a sublevarse, con los persas ahora impotentes para detenerlos. La flota aliada navegó entonces hacia el Quersoneso tracio, aún en poder de los persas, y sitió y capturó la ciudad de Sestos. Al año siguiente, 478 a. C., los aliados enviaron una fuerza para capturar la ciudad de Bizancio (la actual Estambul). El asedio tuvo éxito, pero el comportamiento del general espartano Pausanias alienó a muchos de los aliados, y provocó la retirada de Pausanias, confiaron la flota a los atenienses.

### Fundación

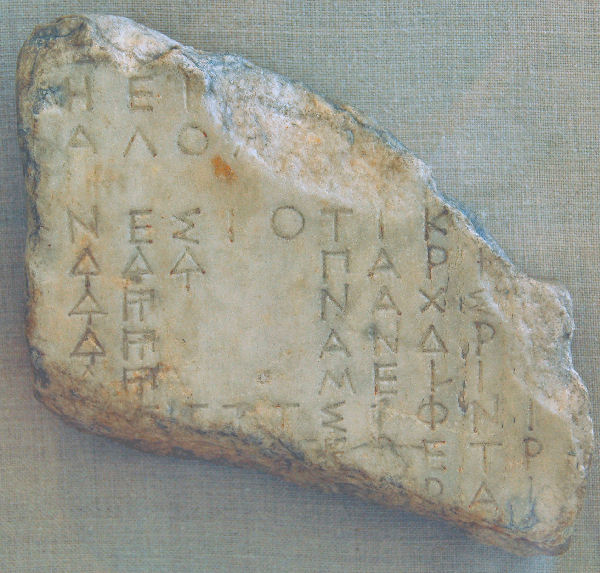
Fragmento de la Lista de tributos atenienses, 425-424 a .C.

Tras Bizancio, Esparta estaba decidida a poner fin a su implicación en la guerra. Los espartanos temían mucho el ascenso de los atenienses como un desafío a su poder. Además, los espartanos opinaban que, con la liberación de la Grecia continental y las ciudades griegas de Asia Menor, el propósito de la guerra se había alcanzado ya. Quizás también existía la sensación de que el establecimiento de seguridad a largo plazo para los griegos asiáticos sería imposible y para  todos los griegos de Asia Menor en Europa como el único método para liberarlos permanentemente del dominio persa. Después de Mícala, el rey espartano Leotíquidas II había propuesto «trasplantar» a todos los griegos de Asia Menor en Europa como el único método para liberarlos permanentemente del dominio persa.
Jantipo, el comandante ateniense en Mícala, lo había rechazado furioso; las ciudades jónicas habían sido colonias atenienses, y los atenienses, si nadie más lo hacía, protegerían a los jonios. Con la retirada espartana después de Bizancio, el liderazgo de los atenienses se hizo explícito.
La alianza informal de ciudades-Estado que habían luchado contra la invasión de Jerjes I había sido dominada por Esparta y por la Liga del Peloponeso. Con la retirada de estos Estados se convocó un congreso en la isla sagrada de Delos con el fin de instituir una nueva alianza para continuar la lucha contra los persas; de ahí la designación moderna «Liga de Delos». Según Tucídides, el objetivo oficial de la Liga era «arrasar el territorio del rey para vengar los males que habían sufrido».
En realidad, este objetivo se dividía en tres principales esfuerzos: prepararse para una futura invasión, consumar la venganza contra Persia y organizar un medio para dividir el botín de guerra. Los miembros podían elegir entre ofrecer fuerzas armadas o pagar un impuesto al tesoro común; la mayoría de los Estados eligieron el impuesto. Los miembros de la Liga juraron tener los mismos amigos y enemigos y lanzaron lingotes de hierro al mar para simbolizar la permanencia de la alianza. El político ateniense Arístides pasó el resto de su vida ocupado en los asuntos de la alianza y murió (según Plutarco) unos años más tarde en el Ponto Euxino, mientras determinaba cuál debía ser el impuesto de los nuevos miembros.
El total de las contribuciones anuales se estableció en 460 talentos. Esto todavía era inferior a la suma que antes debía pagarse a los persas solo desde las ciudades griegas de Asia Menor. Meier  explica el valor de los 460 talentos en relación con la confederación marítima de la siguiente manera: «La paga de un remero estaba fijada en media dracma. Con una tripulación de unos 200 hombres, el sueldo por trirreme y día costaba alrededor de 100 dracmas, o 3000 al mes, esto era medio talento. Por tanto, una flota de 100 barcos, si estaba en servicio durante seis meses, tenía un coste laboral de 300 talentos».}} Las islas de Tasos, Naxos, Lesbos, Quios y Samos proporcionaron sus barcos para compensar la obligación de pagar un tributo. Las polis menores, que no estaban en condiciones de hacerlo debido a los costes derivados de la construcción naval y los salarios de las tripulaciones, se vieron obligadas a realizar pagos proporcionales a su capacidad. Esta organización representó a largo plazo una innovación para los estándares griegos; en la Liga del Peloponeso solo había pagos relacionados con eventos. señala la propiedad de la tierra y los ingresos como criterios racionales para la evaluación de los tributos.

## Estructura organizativa inicial

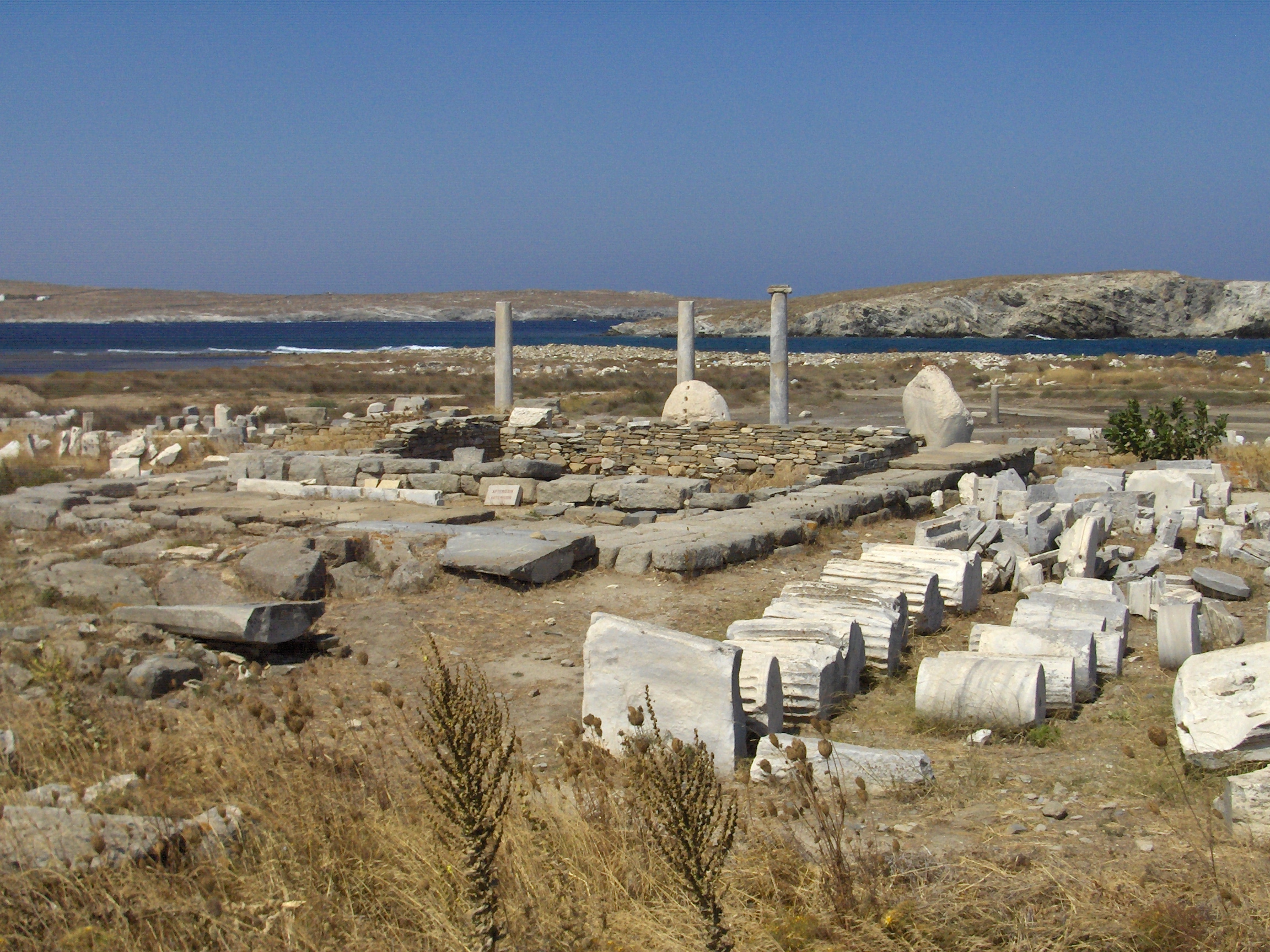
Ruinas de Delos.

Esta organización fue una alianza militar (simaquia) marítima, la Liga incluía un gran número de polis de la Grecia continental, de la Asia Menor occidental y de Tracia, así como muchas islas del Egeo. Durante casi un cuarto de siglo, el centro y lugar de reunión de la alianza naval no era Atenas, sino la isla de Delos, del archipiélago de las Cícladas. La Asamblea federal (sinedrión) se reunía al menos una vez al año y los fondos comunes de la Liga se custodiaban en el templo de Apolo. El dios al que originariamente se subordinó la Liga era, por tanto, el Apolo de Delos.
La igualdad nominal prevalecía en la Asamblea federal, desde la mayor polis hasta la más pequeña: cada una tenía un solo voto en el proceso de toma de decisiones. Sin embargo, Atenas encontraba a menudo mayorías para sus propuestas entre los aliados al sinedrión. Es probable que la autoridad de la Asamblea federal fuera tanto el poder sancionador en caso de deserción de los aliados como la función de control en cuanto a la valoración lícita del tributo por parte de los miembros de la Liga.

### Liderazgo de Atenas
Desde el primer momento, los atenienses, que habían sido nombrados para la dirección militar de la alianza naval, no sólo tenían de su lado el peso de su gran flota de barcos y la gestión de las operaciones en el mar por parte de los estrategos atenienses, sino que, con Arístides —que redactó los estatutos y la puso en marcha, en el año 478 a. C.—, también aportaron la persona responsable de la evaluación original del tributo (que a menudo era alabada como justa). Además, los diez administradores (helenotamías) del tesoro de la Liga de Delos, formado con las aportaciones económicas (fóroi) de los miembros, procedían del Ática, sin que ello hubiera causado ofensa alguna notable.
Así, a la dirección militar se sumó el liderazgo organizativo de Atenas, combinado con la correspondiente autoridad política, que también se manifestó en la asamblea federal. Entre las polis aliadas, muchas eran tan pequeñas que difícilmente habrían podido imponerse de manera independiente a su entorno, por lo que el cuidado de la lejana Atenas podía parecerles ventajoso. Por tanto, por un lado, Atenas era «igual entre iguales» pero, por otro, fue el hegemón de la Liga Ática desde del principio, la potencia líder indiscutible.
Lo que podría haber significado en realidad la igualdad de estas ciudades aliadas, en gran parte pequeñas, con Atenas, permanece bien ilustrado por uno de los cuentos de animales de Antístenes, que vivía en Atenas en la época de Pericles: «Cuando los conejos de la asamblea pidieron la igualdad para todos los animales, los leones les respondieron: ¡Conejos! A sus palabras les faltan nuestras garras y nuestros dientes».

## El camino de la rebelión

### Primeros años
Hasta que pasó la amenaza de ataque persa, los miembros de la alianza tenían buenas razones para preservar su unidad, pero Jerjes I se resignó a perder los países de la periferia del imperio, cuya conquista habría sido demasiado costosa. Cuando Esquilo escribió la tragedia Los persas en el año 472 a. C., los griegos ya eran conscientes de que habían ganado la guerra. En consecuencia, si no en el momento de la formación de la alianza, a finales de la década del 470, debía ser claro para todos que el objetivo de la Liga de Delos no era sólo luchar contra los persas.
Al principio, Atenas probablemente trató a sus aliados como miembros autónomos e iguales. Por ejemplo, Potidea, una ciudad colonial de Antigua Corinto, se construyó en el estrecho que conduce a la península de Palene. Corinto nunca fue miembro de la Liga de Delos, pero eso no impidió que Potidea se uniera al sistema federal de Atenas, independientemente de su ciudad natal. Esto, a su vez, no cambió el hecho de que la ciudad colonial se mantuviera en una relación de dependencia con su ciudad natal. Corinto enviaba inspectores a Potidea año tras año, y Atenas no tenía ninguna objeción. Sin embargo, ya en los primeros años posteriores a la constitución, se hizo evidente que los miembros asociación no eran realmente independientes cuando algunos de ellos empezaron a cansarse de sus compromisos. Atenas, en cambio, actuaba con fuerza cada vez que se retrasaba el dinero, los barcos o las tropas promesas. los aliados de forma cada vez más arbitraria; como máximo, era más reservada con los mayores aliados, como Quios, Lesbos o Samos.

### Rebeldes
No es de extrañar que Atenas empezara a perder popularidad. Contribuyó el hecho de que muchos de los Estados miembros se habían unido a la alianza apenas por voluntad propia, como la isla de Andros, contra la que Temístocles dirigió una expedición punitiva por sus sentimientos persas; o la ciudad de Caristo en la isla de Eubea, que también había cooperado anteriormente con Jerjes I y que fue obligada a unirse a la fuerza por Cimón en algún momento de la década del 470, y la ciudad de Faselis durante su campaña al Eurimedonte. La isla de Naxos intentó retirarse de la Liga en el año 472 a. C, apenas seis años después de su formación, por razones desconocidas. Sin embargo, los atenienses lanzaron inmediatamente una guerra contra ella, la asediaron el año 470 a. C y le obligaron a regresar a la Liga. Ea la primera vez que una ciudad aliada perdía la libertad a pesar del acuerdo existente. Posteriormente, esto le pasó a una tras otra.
El motivo de las expulsiones solía ser que no habían pagado adecuadamente la contribución económica que se les imponía, que no aportaban trirremes suficientes o ya no querían seguir proporcionando barcos a los atenienses. Los atenienses, en cambio, insistieron en el estricto cumplimiento de sus obligaciones, incluso mediante el uso de una violencia despiadada. Aunque participaron en el ejército más de lo que deberían haber asumido de manera justa, fue esto lo que les facilitó la fuerza de volver a su alianza a los Estados miembros que querían retirarse de ellos. Sin embargo, los propios aliados fueron responsables de esta situación, ya que la mayoría eran reacios a servir militarmente fuera de casa y optaron por contribuir económicamente. En consecuencia, la flota ateniense se reforzó aún más a su costa, y cuando estas ciudades se levantaron e intentaron separarse de la alianza, no estaban preparadas militarmente y carecían de la experiencia militar de Atenas
Un caso memorable, parecido al de Naxos, fue el de la ciudad de Tasos. Esta isla del mar Egeo obtenía la riqueza principalmente gracias a la explotación de la costa y las minas del monte Pangeo. En la época de las guerras médicass, antes de la batalla de Salamina, no se atrevió a unirse a la Liga Helénica de Esparta y Atenas a causa de su proximidad a los persas, pero después de Salamina los tasios se dieron cuenta inmediatamente de que les convenía unirse a la Liga de Delos. Sin embargo, al cabo de un tiempo se percataron  de que la prosperidad comercial y económica de Atenas, más avanzada que la suya, ya no les apoyaba, sino que les afectaba negativamente en sus intereses vitales. En el 465 a. C Tasos, tras una fracasada] revuelta, tuvo que librar los barcos de guerra, como había hecho contra los persas y, al igual que éstos, los atenienses derribaron las murallas de la ciudad.
Aparte de Naxos y Tasos, Atenas trató por igual muchas otras ciudades que querían recuperar la libertad. Los atenienses solían tomar rehenes y les obligaban a derribar los baluartes de su ciudad, a entregar las naves ya pagar los foros en efectivo a partir de entonces, y aumentaban el importe de la contribución, lo que imposibilitaba nuevos intentos de secesión, ya que la misma ciudad que quería separarse financiaba el mantenimiento del ejército que sofocaba las rebeliones. Pericles, en el caso de Calcis de Eubea, se conformó con la expulsión de la aristocracia, pero ya había expulsado a toda la población de Histiea (conocida también como Óreo) y la había sustituido por atenienses. Tucídides no deja lugar a dudas de que su acción de mano dura al principio convirtió a Atenas en un hegemón dentro de la Alianza, pero más tarde convirtió la Liga en un imperio ateniense.

## El imperio ateniense
Atenas, pues, dejó a un lado el principio de igualdad, emprendió una política de poder, y la presión sobre los aliados de la Liga fue aumentando. Esto vino acompañado de la separación de una parte del territorio (cleruquía) de las zonas aliadas sospechosas de no ser dignas de confianza y el envío de colonos atenienses (clerucos) para cultivarlas . Estas colonias, distribuidas en Atenas por sorteo, tenían un doble propósito: por un lado, proporcionar tierras a los ciudadanos sin tierra que las necesitaran o las reclamaran, y del otra, emplear los colonos desplazados para frenar a los aliados. Así pues, los colonos atenienses no solo recibieron el territorio conquistado, la región del río Estrimón y el Quersoneso Tracio, sino también tierras de Lemnos, Imbros, Naxos, Andros, y más tarde toda Eubea. Los aliados que pudieron mantener la independencia durante más tiempo eran los que disponían de una fuerza naval importante, como Lesbos, Quios y, hasta el 439 a. C, Samos. Muchas ciudades más pequeñas pasaron a depender de Atenas, primero económicamente y después políticamente. Sus contemporáneos ya eran conscientes de ello, como deja claro el autor desconocido de la obra La constitución de los atenienses (Pseudo Jenofonte).

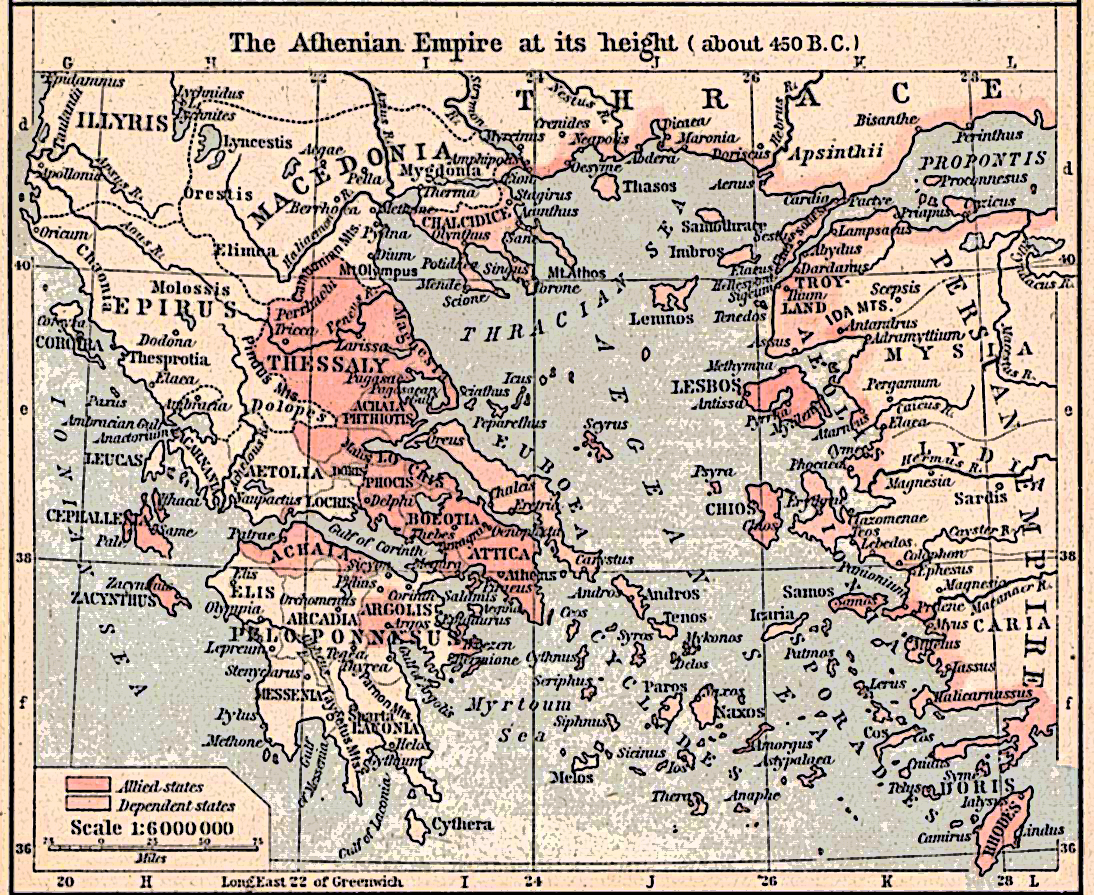
Apogeo del imperio ateniense (alrededor del 450 a. C) según un atlas histórico en inglés de 1926.

Dado que Atenas tenía muchos más barcos que sus aliados, el comercio marítimo se concentró principalmente en manos de los atenienses. Los aliados solo podían proveer a Atenas, o al menos difícilmente habrían podido proveer a alguien más si Atenas no les hubiera dado el consentimiento. Por tanto, la Liga de Delos, dentro de la cual estaban Atenas, era inicialmente solo una potencia líder (hegemón) que se transformó cada vez más en una autocracia ateniense. La aparición de la dictadura ateniense también se vio facilitada por el hecho de que los aliados nunca pudieron unir fuerzas contra Atenas: eran tantos que había para elegir y descartar.
Durante los primeros años después de la constitución de la alianza, probablemente no solo guardarían las arcas en la isla de Delos, también realizarían las reuniones federales. Sin embargo, nada se sabe de estas reuniones, salvo que, una vez reestructurada la federación, los atenienses obligaron a los ciudadanos de las ciudades aliadas a llevar a Atenas sus casos legales más importantes. En ese momento, el papel de la asamblea aliada había sido asumido desde hacía tiempo por la asamblea popular ateniense.
El surgimiento de la federación como imperio ateniense se completó en el año 454 a. C, cuando, a propuesta de Samos (probablemente por sugerencia de Atenas) el tesoro de la federación se trasladó de Delos a Atenas para mayor seguridad. Con este fondo, Pericles financió sus ambiciosos proyectos de construcción en Acrópolis de Atenas, como los propileos, el Partenón y la estatua dorada de Palas Atenea, obra de su amigo Fidias. Según el académico griego Ángeles Vlakhos, esta fue una de las malversaciones más grandes de la historia, pero permitió la creación de algunas de las mejores obras de arte del mundo antiguo.
Aunque ya no combatieron contra los persas, los atenienses continuaron cobrando el impuesto de forma estricta. Esto dio lugar a muchas quejas y reproches, pero los atenienses opinaban —o al menos Pericles sugirió que Plutarco lo decía— que los aliados no tenían derecho a interferir en el uso del dinero, puesto que la flota ateniense les defendía contra los ataques del exterior. Al hacerlo, Atenas cumplía lo que pagaban los aliados; el impuesto recaudado se usaría como le pareciera oportuno. Esto se contradice con el hecho de que Atenas a menudo utilizaba los contingentes militares de los aliados no contra los persas, sino contra sus propios enemigos griegos, como hizo más tarde durante la guerra del Peloponeso. Consecuentemente, la libertad y la igualdad iniciales se convirtieron en esclavitud y Atenas exigió a los aliados lo que habrían tenido que pagar —o incluso más— si se hubiesen rendido a los persas. Atenas también intervenía a menudo en sus asuntos internos: en todas partes trató de sustituir a la oligarquía por lo que consideraba la democracia, más fiable y, el año 465 a. C, la asamblea ateniense obligó a una de las ciudades aliadas, Eritras, a aceptar una constitución, redactada hasta el más mínimo detalle por la asamblea ateniense y en la que incluso se establecía que los funcionarios deberían jurar lealtad a Atenas.

## Guerras de la alianza

### Primera guerra del Peloponeso

Batallas de la Liga de Delos entre 477 a. C. y 450 a. C.

Durante la rebelión de los hilotas del 462 a. C., el comportamiento hostil de los espartanos agrió las relaciones entre Atenas y Esparta. El antagonismo entre ambas ciudades hizo que el año siguiente Atenas se aliara con sus enemigos, Argos, Tesalia y después Mégara, que habían abandonado la [ [Liga del Peloponeso]], en vez de con Esparta. Las batallas contra Corinto y otras ciudades Estado del Peloponeso el 460 a. C fueron, en gran medida, favorables a Atenas. Esparta permaneció más o menos inactiva durante los primeros años de la guerra, pero en el 457 a. C salió victoriosa de la primera gran batalla contra Atenas, la batalla de Tanagra. En el 451 a. C, el exiliado Cimón fue convocado en Atenas y concluyó una tregua de cinco años con los espartanos.
En 449 a. C., los espartanos emprendieron una guerra contra los focidios que gobernaban Delfos (segunda guerra sagrada) y devolvieron el santuario a los delfios. Sin embargo, tan pronto como el ejército espartano se retiró, Pericles apareció al frente del ejército ateniense y devolvió a los focidios la posesión del santuario. Pero apenas terminada la tregua de cinco años con Esparta, Atenas se vio amenazada por un nuevo colapso al reanudarse los combates con Esparta. El ejército ateniense fue destruido en Beocia, Mégara se separó de Atenas, Eubea se sublevó y los espartanos invadieron Ática. Sin embargo, Pericles logró negociar y sobornar al ejército espartano para que volviera a casa. El final oficial de la crisis fue la Paz de los Treinta Años del invierno del 446-445 a. C, en la que Atenas renunció a gran parte de sus intereses en la Grecia central desde el 460 a. C.

### Campañas contra los persas

#### Tracia
Según Tucídides, la primera campaña de la Liga de Delos tuvo lugar contra la ciudad de Eyón, en la desembocadura del río Estrimón, que podría haber sido una guarnición persa superviviente de la campaña de Jerjes I. La fecha de la campaña es incierta, pero podría ser del 477 al 476 a. C. o del 476 al 475 a. C. El ejército ateniense, bajo el control de Cimón, ganó la batalla contra los persas, y cuando estos se retiraron a la ciudad, la asedió y expulsó a todos los colaboradores tracios de la región por hacer que los persas la sometieran por hambre. Según Heródoto, el comandante persa Boges habría tenido vía libre hacia Asia Menor si hubiera evacuado la ciudad, pero rechazó la oferta de los griegos para que Jerjes no lo considerase un cobarde. Cuando se les acabó la comida, arrojó sus tesoros al río Estrímon, mató a toda su familia y después se inmolaron, él y sus súbditos, en una pira. Historia, 7, 107.</ref> Los atenienses ocuparon entonces la ciudad y esclavizaron al resto de la población.
Tras los sucesos de Eyón, quizá en la misma campaña, los atenienses, todavía dirigidos por Cimón, atacaron la isla de Esciros. Esta acción no se trataba de una acción anti-persa, sino que fue necesaria debido a la piratería de los isleños. Tras su captura, se enviaron colonos atenienses a la isla para evitar el resurgimiento de la piratería.

#### Asia Menor

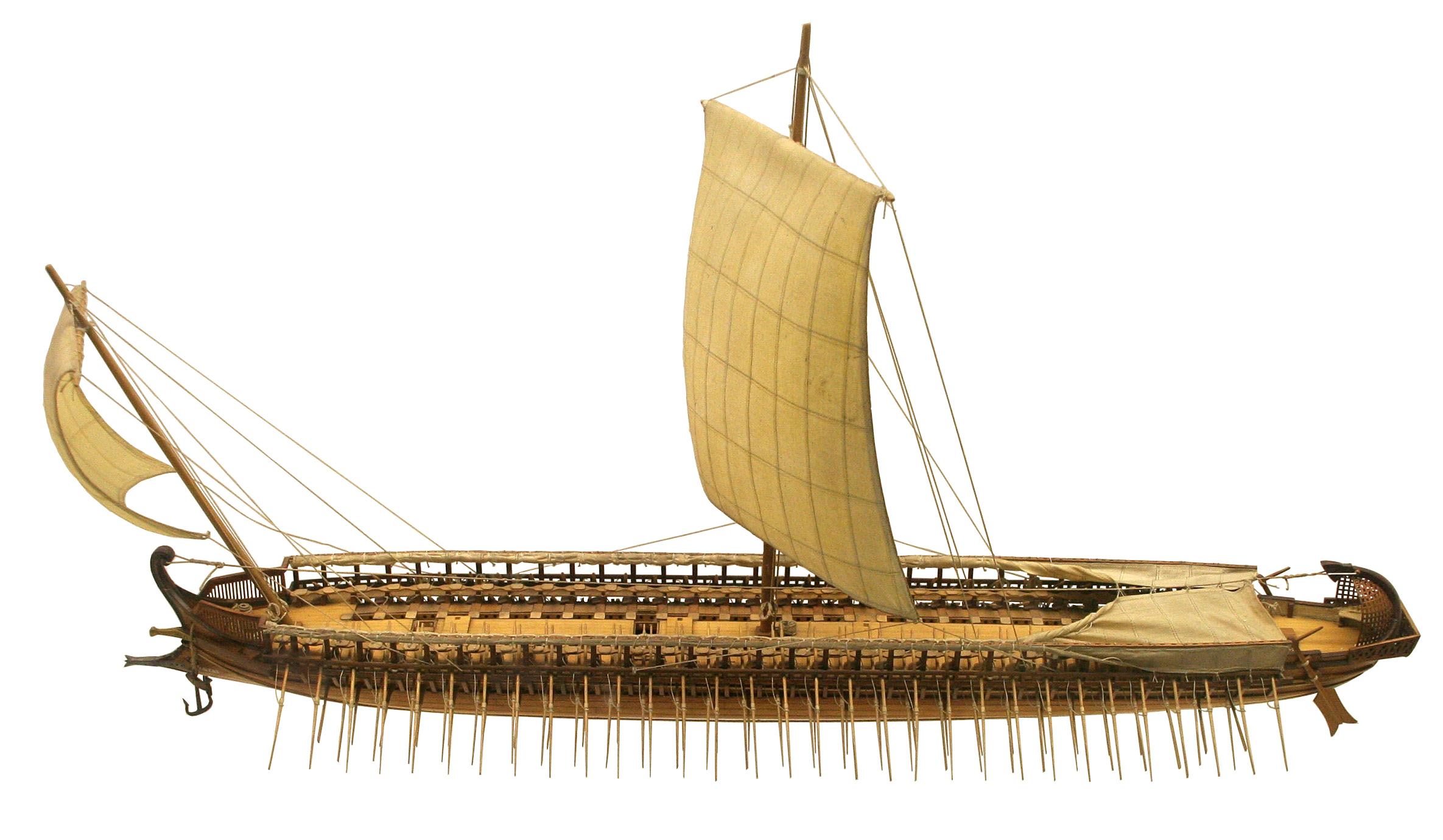
Modelo reconstruido de la trirreme, nave de tres niveles de remos utilizada por griegos y persas.

Las islas de Samos, Quíos y Lesbos en Asia Menor fueron presumiblemente miembros de la liLiga desde el principio, Sin embargo, no sabemos cuándo se unieron las polis jónicas o las demás ciudades-Estado de Asia Menor, solo que fueron admitidos con certeza.
Según Plutarco, cuando Cimón se enteró de que el ejército persa se estaba reuniendo en Aspendo, en el río Eurimedonte, partió de Cnido de Caria con 200 trirremes, pero al llegar a la ciudad de Fasélide de Licia, se negaron a desembarcar. Comenzó entonces a saquear la costa de Faselis, pero gracias a la intervención de Quíos, consiguió persuadirles para que se unieran a la Liga. Como contribución, tuvieron que enviar unidades a la campaña y pagar 10 talentoss Los atenienses consiguieron hacerse con la ciudad-estado griega más remota de Asia Menor, que además estaba justo al oeste del río Eurimedonte y podría haber sido la primera base naval de los persas, pero su campaña fracasó. Cimón continuó entonces la iniciativa atacando a los persas en Aspendos.
Cuando los persas, que esperaban refuerzos, fueron atacados por Cimón, se retiraron a Eurimedonte, pero se vieron obligados a luchar bajo la presión adicional de la flota griega. Sin embargo, pronto se rompió la línea de barcos persas, que huyeron a tierra para unirse al ejército estacionado en las cercanías. Cimón desembarcó a pesar de que sus fuerzas se habían agotado en la primera batalla, pero aun así consiguió vencer a los persas en tierra. Según Tucídides, 200 barcos fenicios fueron capturados y destruidos por los griegos, y Plutarco recoge que Cimón se apresuró entonces a capturar los 80 barcos fenicios que los persas habían estado esperando antes de la batalla. En un ataque por sorpresa, consiguió destruir toda la flota. Tucídides, sin embargo, no menciona este incidente, y muchos dudan de que ocurriera.
La fecha de la batalla del Eurimedonte es controvertida: algunos la sitúan en 469 a. C., otros en 466 a. C. La batalla fue un gran éxito para los griegos, dado que se eliminó casi por completo el amenaza de otra invasión persa. Además, mantuvo a salvo las ciudades griegas de Asia Menor hasta el año 451 a. C. Tras la campaña de Cimón, otras polis de la Asia Menor, principalmente de Caria, fueron admitidas en la Liga de Delos.

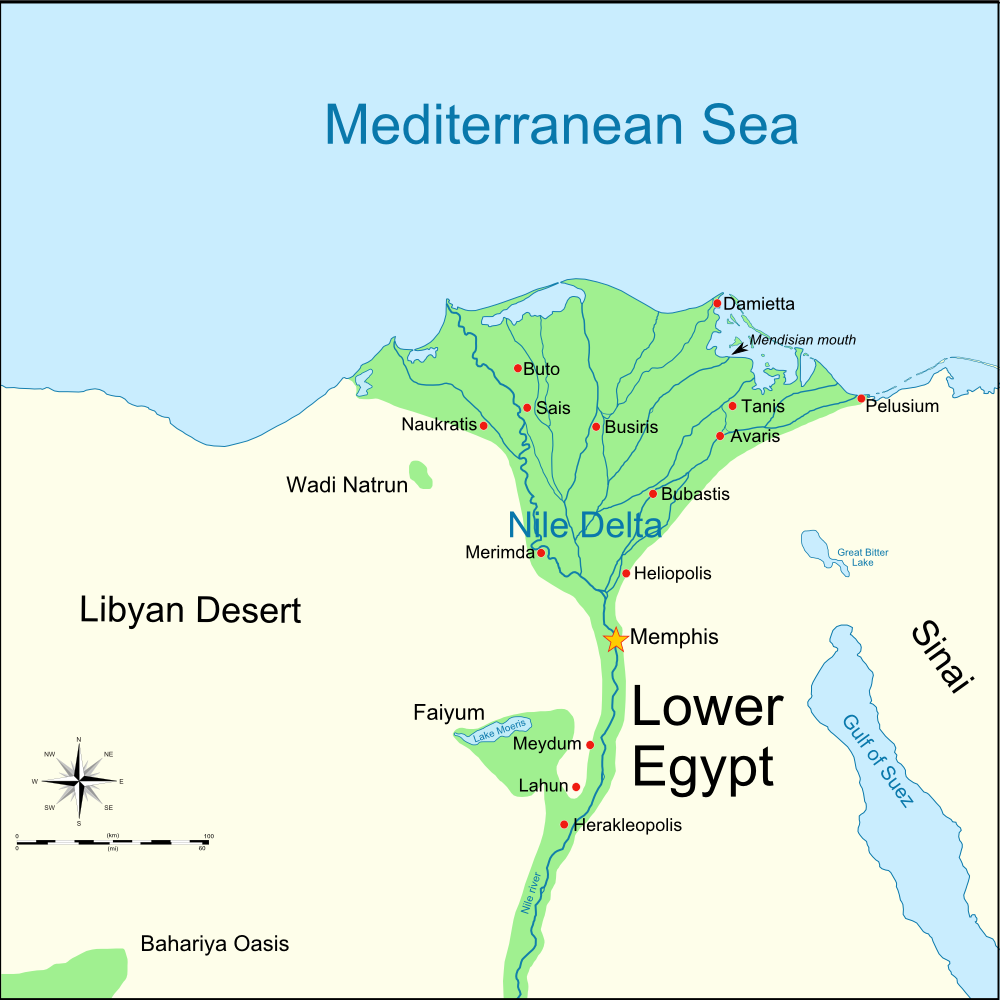
Sitios conocidos de la campaña egipcia de la Liga del Delos.

#### Egipto
La fecha generalmente aceptada de la campaña egipcia es el 460-454 a. C., que coincide con la primera guerra del Peloponeso. El 461 o o 460 a. C. estalló un levantamiento  en Egipto que  se extendió rápidamente y gran parte del país cayó pronto en manos del rey libio Inaro, que pidió ayuda a la Liga de Delos. La liberación de Egipto habría supuesto una gran ventaja económica y política para los atenienses, por lo que se enviaron 200 barcos para ayudar a los sublevados, lo que supuso una importante inversión financiera. Cuando los atenienses se unieron al ejército de Inaro, el rey Artajerjes I reunió el ejército para derrotar a la rebelión. Diodoro Sículo y Ctesias cifran este ejército en 300 000 y 400 000 efectivos, respectivamente, pero estas estimaciones son probablemente exageradas.
Atenienses y egipcios se enfrentaron con los persas en la ciudad de Papremis, en el delta del Nilo. Al principio, el número superior de los persas les dio ventaja, pero finalmente los atenienses rompieron la línea persa, con lo que el derrotado ejército aqueménida huyó. Sin embargo, una parte del ejército persa encontró refugio en la ciudadela de Menfis (llamada «Castillo Blanco»). Los rebeldes sitiaron la fortaleza durante cuatro años. Según Tucídides, al principio Artajerjes intentó sobornar a los espartanos para que invadieran el Ática, para sacar a las fuerzas atenienses de Egipto. Cuando esto fracasó, reunió a un gran ejército, comandado por Megabizo, que liberó a Menfis del asedio de cuatro años: los persas ganaron la batalla contra los egipcios, los atenienses fueron expulsados de Menfis y se retiraron en la isla de Prosopitis, en el delta del Nilo.
Después de 18 meses de asedio, los persas desviaron las aguas del río alrededor de la isla con canales a fin de poder atravesarlo por el suelo desde la otra orilla. Según el relato de Tucídides, los persas materializaron este hito y capturaron la isla. Pocos atenienses pudieron escapar y regresar a casa por Libia y Cirene. Según Diodoro Sículo, los egipcios se rindieron y los atenienses tuvieron vía libre hacia Cirene para evitar la pérdida de vidas. Sin embargo, dado que el pánico causado por el fracaso de la campaña egipcia comportó el traslado del tesoro de la Liga de Delos a Atenas, la versión de Tucídides es la más probable. Atenas perdió un total de 35 000 soldados y 200 barcos en la expedición egipcia.

#### Chipre

Chipre mapa de los antiguos reinos de Chipre.

En el 460 a. C., justo antes de la campaña egipcia, la flota de la alianza participó en una campaña frente a la isla de Chipre. La derrota egipcia condujo finalmente a una tregua de cinco años con Esparta en el 451 a. C. Liberadas de este modo de los combates en Grecia, bajo el mando de Cimón, al que le había sido perdonado el ostracismo, las fuerzas de la Liga emprendieron otra campaña en Chipre. Cimón envió 60 de los 200 barcos de la alianza que comandaba para ayudar a Amirteo, que seguía luchando contra los persas en Egipto, y atacó la ciudad de Citio (la actual Lárnaca) con el resto. Sin embargo, durante el asedio, Cimó murió o bien de enfermedad o bien de heridas, pero en su lecho de muerte todavía dio órdenes a los atenienses, que se retiraron a la ciudad de Salamina, en Chipre.
La muerte de Cimón se mantuvo en secreto ael ejército.En consecuencia, cuando la flota persa de barcos cilicios, fenicios y chipriotas los atacó en Salamina en 450 a. C., y los griegos los derrotaron por tierra y mar, seguían creyendo que habían ganado con Cimón. Luego regresaron a casa, a Atenas, con los barcos que volvían de la misión egipcia. Estas batallas menos notables marcaron el final de las guerras greco-persas, sin más combates entre el Imperio aqueménida y los griegos hasta el 96 a. C., hasta la breve campaña del rey Agesilao II de Esparta en Asia Menor.

#### Paz de Calias
Después de las batallas de Chipre, Tucídides no menciona ninguna paz; slo que los griegos volvieron a casa. Diodoro Sículo, sin embargo, afirma que se concluyó un tratado de paz completo con los persas tras la batalla de Salamina (paz de Calias, alrededor del 449-448 a. C.). Probablemente, Diodoro seguía la historia de Éforo en ese momento, que a su vez fue presumiblemente influenciado por su maestro Isócrates, del que se tiene la referencia más antigua de la supuesta paz en el año 380 a. C. Ahora bien, la existencia de un tratado de paz ya fue discutida durante el siglo IV a. C. y rechazada por dos autores de la época, Calístenes y Teopompo. Tampoco hay acuerdo entre los historiadores modernos sobre aquella paz.
Las fuentes antiguas que dan detalles del tratado son razonablemente coherentes en la descripción de los términos: 
- Todas las ciudades griegas de Asia debían «vivir según sus leyes» o «ser autónomas» (según la traducción).
- * Los sátrapas persas (y presumiblemente sus ejércitos) no debían viajar al oeste del río Halis (Isócrates) nada más cerca de un día de viaje a caballo hasta el mar Egeo (Calístenes, ni a menos de tres días de viaje a pie hasta el mar Egeo (Éforo y Diodoro Sículo).
- A los barcos persas no se les permitía navegar al oeste de Fasélide (en la costa sur de Asia Menor) o de las rocas Cianeas (esto es, probablemente en el extremo oriental del Bósforo, en la costa norte).
- Siempre que el rey persa y sus generales respetaran las condiciones, los atenienses no podían enviar ejércitos a las zonas gobernadas por los persas.

## Decadencia y final de la Liga
En el año 445 a. C.la Paz de los Treinta Años puso fin a la primera guerra del Peloponeso, pero un nuevo deterioro de las relaciones entre Esparta y Atenas provocó el estallido de la segunda guerra del Peloponeso 14 años después. La fatídica guerra, que duró 27 años, desató la completa destrucción del poder ateniense, la desintegración del Imperio ateniense y el establecimiento de la hegemonía espartana sobre Grecia. Sin embargo, no solo Atenas sufrió pérdidas, sino que toda Grecia quedó significativamente debilitada por la guerra.
A partir del 450 a. C., los persas, que habían sufrido una serie de derrotas y de rebeliones internas, empezaron a hacer política en base al divide et impera ('divide y vencerás'): intentaron enfrentar a Atenas y Esparta recorriendo a menudo al soborno. Esto aseguraba que los griegos no tuvieran la capacidad de luchar contra ellos. No hubo batallas greco-persas abiertas hasta el año 396 aC, con la corta campaña el Asia Menor del rey espartano Agesilao II. Según Plutarco: «Después de la muerte de Cimón, ningún líder griego llevó a cabo ninguna acción militar brillante contra los bárbaros. Los griegos se volvieron unos contra otros como resultado de las incitaciones de demagogos y belicistas. No había nadie que actuara como mediador, por lo que libraban guerras internas entre ellos».
Aunque las guerras de la Liga de Delos inclinaron la balanza hacia los griegos, el medio siglo de guerras internas posterior permitió restaurar la posición original de los persas. En la guerra de Corinto, Esparta (enfrentada a Corinto, Tebas y Atenas) pidió ayuda a los persas para mantener el estatus. En la llamada paz de Antálcidas, el rey persa Artajerjes II pidió y recibió de los espartanos el gobierno de las ciudades griegas de Asia Menor. Con esta humillante paz, los espartanos mal ganaron todos los logros del siglo anterior para mantener la hegemonía sobre los griegos. Fue entonces cuando los oradores empezaron a hablar de la paz de Calias (se hubiera hecho o no) como un contrapunto a la vergonzosa paz del rey, como ejemplo de los « buenos viejos tiempos» cuando la Liga de Delos había liberado a los griegos de la costa del Egeo de los persas. Atenas fundó la Segunda Liga ateniense en el año 377 a. C, pero ya no pudo recuperar el poder anterior, y sus nuevos enemigos eran mucho más fuertes que los antiguos.

## Segunda Liga ateniense
Durante un buen cuarto de siglo, los atenienses tuvieron que someterse a la supremacía espartana, pero después aprovecharon la oportunidad para restablecer una alianza naval cuando los lacedemonios estaban militarmente maniatados y debilitados.

### Motivos y estructuras organizativas
Cuando el [[379 a. , Atenas también tuvo la oportunidad de liberarse de las restricciones impuestas por Esparta y establecer la Segunda Liga ateniense, el 378-377 aC, justo 100 años después de la fundación inicial. El motivo decisivo esta vez era la eliminación de la supremacía espartana, mientras que respecto a Persia se hizo hincapié en el equilibrio de intereses.
Cuando en el 379 a. C., Atenas también tuvo la oportunidad de liberarse de las restricciones impuestas por Esparta y establecer la Segunda Liga ateniense, el 378-377 a. C., justo 100 años después de la fundación inicial. El motivo decisivo esta vez era la eliminación de la hegemonía espartana, mientras que respecto a Persia se hizo hincapié en el equilibrio de intereses.

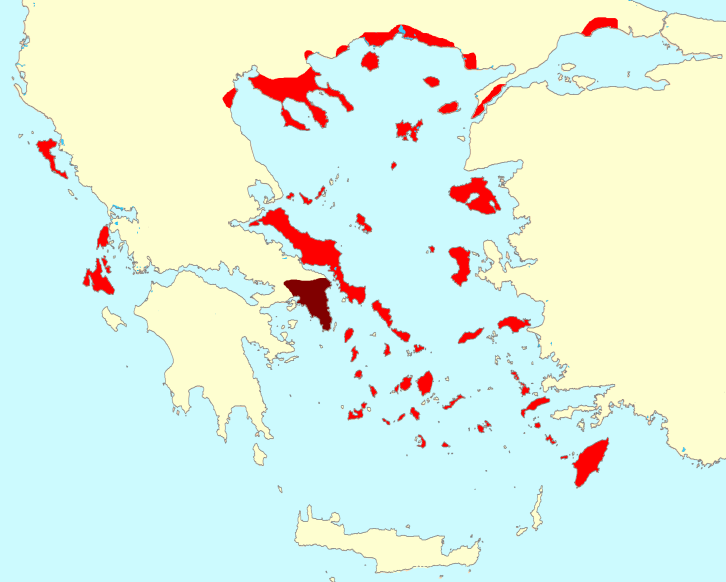
Mapa con los componentes de la Segunda Liga.

En el punto álgido de su desarrollo, la Segunda Liga ateniense, con unos 70 miembros, era aún considerablemente menor que la predecesora. El nuevo sinedrión, reunido en Atenas, volvió a prever un voto para cada uno de los aliados. Sin embargo, una resolución de esta representación requería el consentimiento de la Asamblea popular ateniense para ser válida;, fin de cuentas las dos instituciones eran órganos de decisión uno detrás del otro como era el caso en la época de la Primera Liga ática, en ese momento había yuxtaposición y convivencia.
Las contribuciones de los aliados, antes llamadas foroi, se llamaban syntaxeis y debían pagarse siempre con dinero. La asamblea popular ateniense podía decidir la reducción de las contribuciones para cada uno de los confederados sin la participación del sinedrión, puesto que la pérdida de contribuciones sólo era una carga para los atenienses y no afectaba a los demás aliados. Solo un miembro fundador, Tebas, estaba exento de contribuciones por razón de su participación en la guerra terrestre contra los lacedemonios.

### El papel cambiante de Atenas
La llamada de adhesión de la asamblea popular ateniense en el año 377 a. C. demostraba que Atenas se esforzaba por olvidar el sistema de gobierno de la segunda mitad del siglo V a. C.: se garantizaba a los aliados la plena autonomía , la libre elección de la constitución y la ausencia de empleo y de supervisores atenienses. Ya no debería haber propiedad de la tierra por parte de los atenienses en el territorio de los confederados.
A los miembros de la Liga no se les impedía mantener sus flotas dentro de sus posibilidades, pero no se comprometían a ninguna ayuda en las operaciones militares llevadas a cabo por los atenienses en asuntos de la Liga. «Dado que Atenas sólo debía enfrentarse a un oponente fuerte cada vez, Esparta la década del 470 a. C. y Tebas en la década siguiente, que no podía equipar una flota demasiado importante por sí misma , la capacidad de la flota ateniense era suficiente, aparte de asegurar la ruta del grano y una cierta lucha contra la piratería, también para librar las principales batallas navales esencialmente sola.[...] Por último, pero no menos importante, el aspecto de la eficacia, que también tenía un papel importante para la democracia ateniense en la organización de sus propias instituciones políticas, puede haber persuadido a Atenas de no reunir una flota de alianza a partir de contingentes de estados individuales , sino de concentrar la guerra naval totalmente en sus propias manos. Con un mando unificado ya establecido y jerárquicamente estructurado, no se perdía tiempo en reunir las unidades individuales de la flota y, sobre todo, el reclutamiento de los mercenarios se podía hacer de forma centralizada con el dinero concentrado en Atenas.» La transferencia de las contribuciones monetarias para la Liga en Atenas iba normalmente a cargo de los mismos aliados. «No era extraño que los estrategos atenienses que encabezaban una campaña también se ocuparan de las contribuciones de las diferentes polis para su recogida y uso inmediato.» Contrariamente al caso de los pagos de tributos en la época del Imperio ateniense del V, las contribuciones a la Segunda Liga ática apenas pueden determinarse bibliográficamente. Sin embargo, como los aliados financiaban sus buques de guerra además de estas cuotas, la syntaxeis aprobada por el sinedrio no debería haber representado una carga excesiva.
Para los estrategos atenienses, el hecho de que las operaciones militares se llevaran a cabo sin participación de barcos aliados tenía la ventaja de una organización simplificada y un mando unificado. Sin embargo, a cambio todos los riesgos de carácter militar y financiero permanecían solo para Atenas. En este marco organizativo, las obligaciones de los ciudadanos ricos de pagar los costes de construcción y despliegue de las trirremes (las liturgias asociadas a la trierarquía) podían llegar a ser desagradablemente opresivas, especialmente cuando los costes de la guerra aumentaban en épocas de mayores tensiones o de confrontación abierta. Las contribuciones de los confederados eran una suma fija; no sabe nada de gravámenes especiales a los aliados ni de aumento de las syntaxeis.

### Nueva expansión de poder
Con la victoria sobre la flota del Peloponeso en el estrecho entre Paros y Naxos, los atenienses consiguieron una vez más la supremacía naval en el Egeo. En el 375 a. C., se celebró en Esparta un congreso de paz, solicitado conjuntamente por los lacedemonios y los atenienses, en el que se concluyó una paz panhelénica, aunque de corta duración. Después de tensiones intermitentes, se renovó una vez más el año 371 a. C., pero rápidamente decayó a causa del enfrentamiento bélico de Tebas, bajo el liderazgo de Epaminondas, con Esparta. En la batalla de Leuctra, el ejército espartano sufrió grandes pérdidas que provocaron el fin de Esparta como gran potencia militar en Grecia y confirieron a Tebas la supremacía durante la década siguiente.

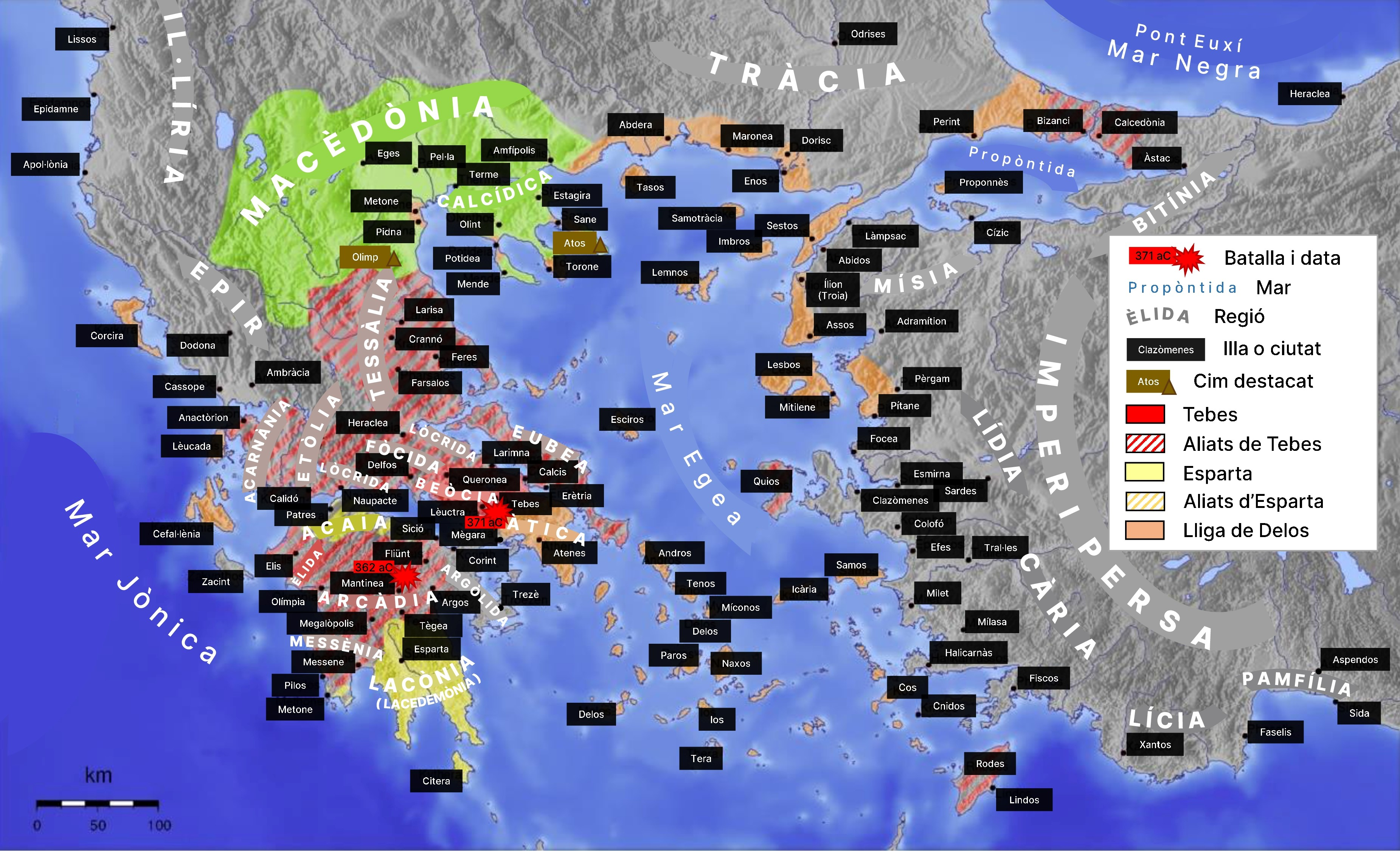
Mapa de Grecia durante la época de la hegemonía tebana, entre los años 371–362 a. C.

Atenas intentó nuevamente ampliar el dominio naval en el Egeo, especialmente en el norte y en el este. El año 387 a. C., Samos había caído en manos de Persia. Esta situación cambió en el 365 a. C. bajo el mando del estratego Timoteo de una manera que recordaba las prácticas del auge del imperio marítimo ateniense: no solo la ocupación persa de la isla, sino también los propios habitantes de Samos fueron expulsados y varios miles de clerucos atenienses se instalaron paulatinamente en Atenas. La Segunda Liga ateniense se enfrentó a una reorientación: «Atenas llevaba tiempo abandonando el camino de la política federal; soñaba con un nuevo imperio marítimo ateniense cuyo ascenso parecía verse favorecido por las condiciones caóticas de Grecia y, sobre todo, por la parálisis de la iniciativa persa.»

### Debilitamiento en la Guerra social
Bajo la impresión del debilitamiento mutuo de Esparta y Tebas, Atenas podría albergar una vez mayores ambiciones de poder con la alianza naval. Sin embargo, a este objetivo se opuso el ascenso de Macedonia bajo Filipo II a partir del 359 a. C. El consiguiente debilitamiento de la posición de Atenas en el norte del Egeo animó a los miembros más fuertes de la Liga a separarse: Quios, Rodas, Bizancio y Cos formaron una confederación separada contra Atenas. En la llamada Guerra social, los atenienses no lograron revertir la secesión, por lo que tuvieron que aceptar una considerable pérdida de poder con la conclusión de la paz el 355 a. C.«La superioridad ateniense sólo fue seriamente cuestionada por la oposición de sus propios aliados desertores, que también eran fuertes en el mar, como Quios, Rodas y Bizancio.»

### Final bajo el signo del desarrollo del poder macedonio
Después de que Lesbos y Córcira abandonaran también la alianza naval, Atenas continuó siendo la potencia protectora y suprema de un gran número de aliados. Sin embargo, la Liga ya no era un instrumento diseñado para aumentar el poder, sino que, bajo la influencia de la expansión del poder macedonio, perdió más miembros, sin convertirse en completamente irrelevante. Los reducidos ingresos de las contribuciones de los aliados permanecieron como una importante partida para el presupuesto financiero de Atenas. Y en las relaciones exteriores, el poder naval de Atenas, basado en la Liga, seguía como factor de influencia importante en el Egeo para Filipo II hasta el año 340 a. C. Hasta la decisiva Batalla de Queronea el año 338 a. C Demóstenes mantuvo l ventaja con su agitación antimacedónica en Atenas. Por motivo de la derrota de la coalición también forjada por Demóstenes, que, además de atenienses y beocios, también situó partes del Peloponeso contra Filipo II, Atenas perdió la independencia y se vio obligada a aliarse con Macedonia durante el siguiente período. Asimismo, la Segunda Liga ateniense se deterioró hasta desaparecer en el 338 a. C.

## Aspectos culturales y religiosos de la hegemonía ateniense

### Aspectos culturales

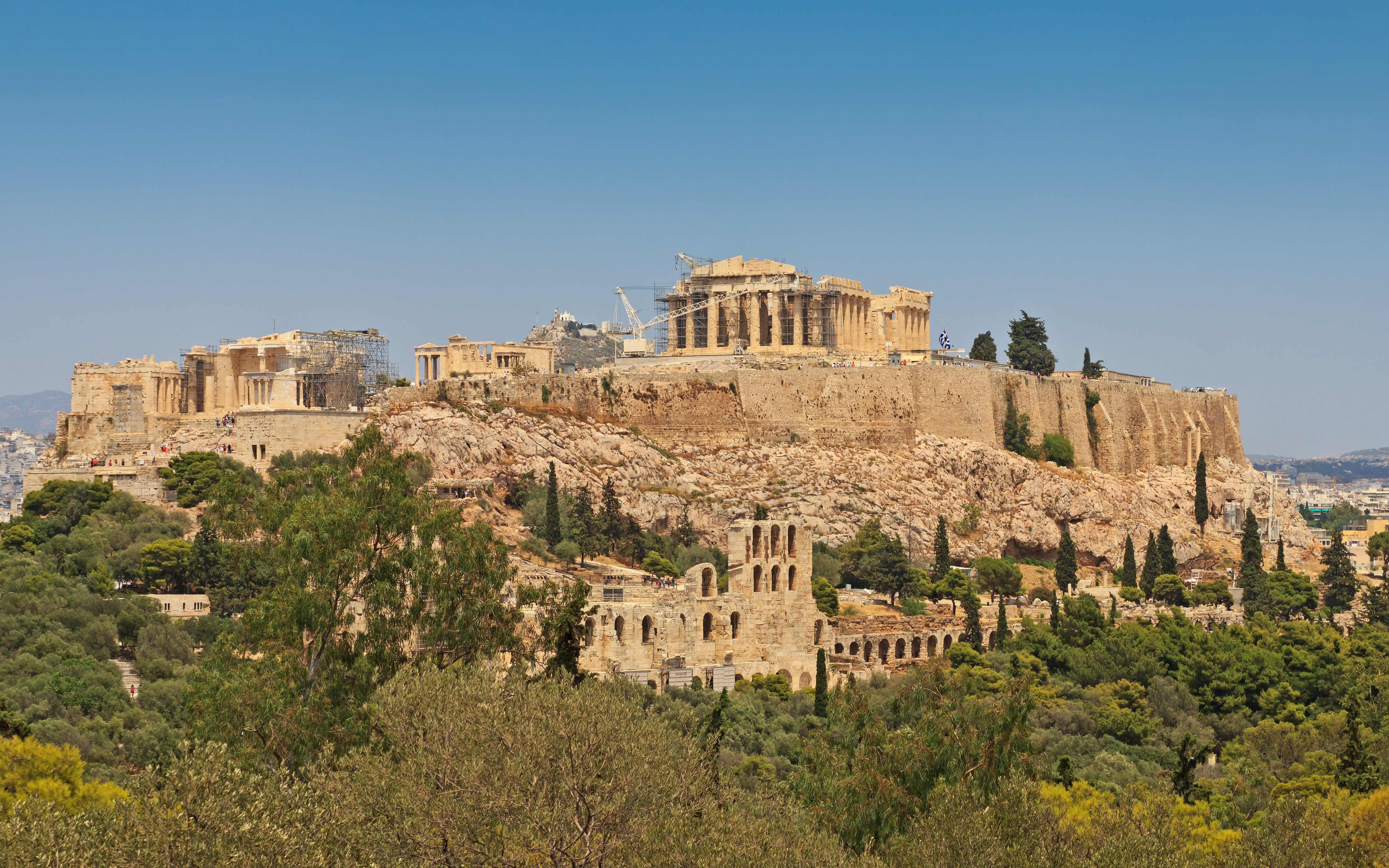
Acrópolis de Atenas.

En el ámbito cultural, cabe destacar, en primer lugar, las grandes obras de la Acrópolis de Atenas. El año 447 a. C., empezó la construcción del Partenón, un templo,  pero que sería más bien un templo tesoro. El verdadero templo de la acrópolis es el Erecteo. Destaca el programa iconográfico, con dos frontones: el frontón oriental, que representa el nacimiento de Atenea, y el occidental, que representa la lucha de Atenea y Poseidón por la posesión del Ática, con la diosa regalando a los atenienses el olivo.
También hay metopa con la lucha de los centauros contra los lápitas. En el interior hay un friso que describe la procesión panatenaica. Estas grandes obras continuaron hasta finales del siglo V a. C., tras la muerte de Pericles.

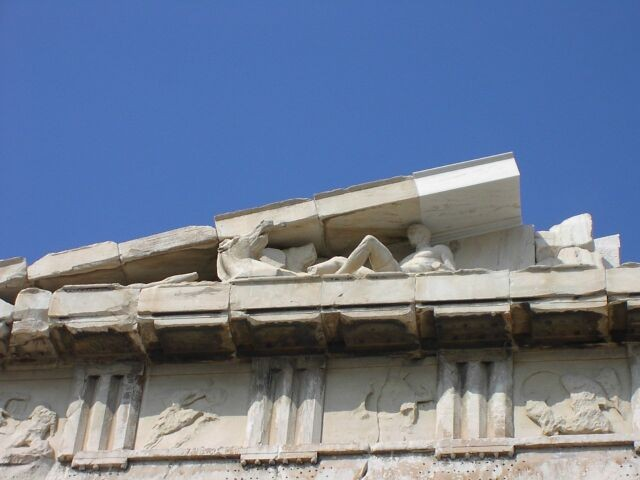
Metopas del Partenón.

En el campo del teatro, Esquilo escribió la trilogía Orestíada el año 458 a. C. El interés de esta obra radica en que toda la acción se desarrolla en Argos, pero el desenlace se produce en Atenas. El protagonista es Orestes, que huye de Argos por consejo del oráculo de Delfos y se refugia en Atenas. Allí establece el consejo del Areópago. Es una forma de celebrar en el 458 a. C. el Areópago, que perdió su función el 462 a. C.
Sófocles, por otra parte, escribió Antígona, cuya acción tiene lugar en Tebas. En una familia formada por dos hermanas -Antígona e Ismene- y dos hermanos -Eteocles y Polinices-, estos últimos se matan entre sí para controlar a Tebas. El nuevo rey, Creonte, entierra solo al que había defendido la ciudad y expone los restos del segundo —contra las tradiciones de la época. Antígona (hija de Edipo)|Antígona lo entierra contra el consejo del rey: ella muere y el rey se queda solo.
Al presentar el choque entre el ciudadano privado y el estado despótico, Antígona se ha visto a menudo, en los tiempos modernos, como una metáfora de los derechos del individuo contra los Estados totalitarios ( aunque Sófocles en la obra no toma partido abiertamente a favor de ninguno de los dos bandos). En el pasado, el drama de Sófocles ya había inspirado tragedias parecidas, de las que se destaca el argumento político (como en la Antígona de Alfieri).

### Aspectos religiosos

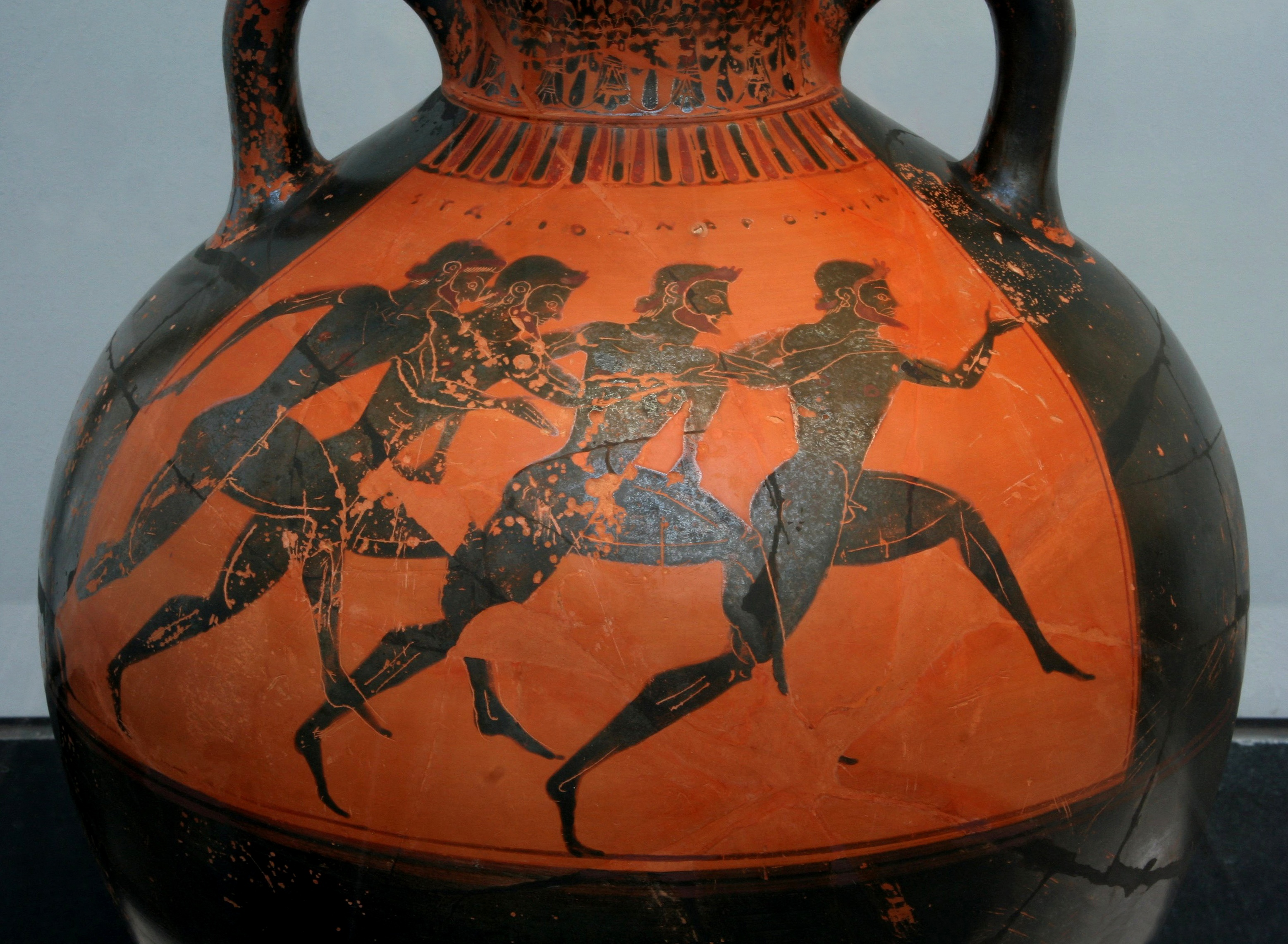
Representación de las Panateneas en un vaso griego.

Las Panateneas eran las fiestas religiosas y políticas más grandes de la antigua Atenas, celebradas en honor a la patrona de la ciudad, la diosa Atenea. Bajo el gobierno del arconte Hipoclides, seis años antes del reinado del tirano Pisístrato, los estados vecinos ya participaban en las fiestas. En el año 440 a. C., un decreto obligó a los aliados a proporcionar un animal de sacrificio y una panoplia para las Panateneas. En 425 a. C., otro decreto estableció que los aliados debían desfilar en las Panateneas como las colonias de Atenas.
En la misma línea, se extendió el culto a Atenea, la diosa protectora de los atenienses. Los diversos cultos eran todos ramas de su culto panhelénico. Estas adoraciones eran portales de una socialización uniforme, incluso más allá de Grecia continental. isla de Egina, originariamente de Creta, y también se asoció a Ártemis y la ninfa Britomartis. En Arcadia se asimiló a la antigua diosa Afaya y se adoraba como Atenea Alea. También hubo santuarios dedicados a Atenea Alea en las ciudades laconiass de Mantinea y Tegea. El templo de Atenea Alea de Tegea era un centro religioso importante de la antigua Grecia. Este santuario había sido respetado desde los primeros días por todos los peloponesios, ofreciendo una seguridad peculiar a sus suplicantes». El geógrafo Pausanias describió que el témenos de este templo había sido fundado por Aleo.
La llegada del culto a Atenas vino acompañada también de una fuerte promoción de la devoción a los misterios de Eleusis, originariamente ateniense. La ciudad de Eleusis, al principio independiente, acabó incorporándose al sinecismo de Atenas en una fecha que no se puede indicar con precisión, Louis Séchan y Pierre Lévêque indican el último tercio del siglo VII a. C., pero otros autores no pronuncian. Esta integración facilitó el desarrollo de los misterios, que adquirieron muy rápidamente un estatus panhelénico.